# قلعه دختر (کهگیلویه)
قلعه دختر (کهگیلویه)، روستایی از توابع بخش مرکزی شهرستان کهگیلویه در استان کهگیلویه و بویراحمد ایران است.

## جمعیت
این روستا مرکز دهستان دشمن زیاری است و براساس سرشماری مرکز آمار ایران در سال ۱۳۸۵، جمعیت آن ۴۹۵ نفر (۱۰۰خانوار) بوده‌است.